# Cinelerra
Cinelerra es un programa libre para la edición de video bajo el sistema operativo GNU/Linux. Tiene capacidad para retocar fotografías y permite importar directamente archivos MPEG, Ogg Theora y RAW, además de los formatos más comunes de video digital: avi y mov.
Cinelerra soporta audio de alta fidelidad y video: trabaja con los espacios de color RGBA y YUVA, utiliza representaciones de coma flotante y de enteros de 16 bits, respectivamente. Puede soportar vídeo de cualquier velocidad o tamaño, al ser independiente en resolución y tasa de cuadros. Cinelerra tiene una ventana de videocomposición que permite al usuario realizar las operaciones más comunes de retoque y keying.
Cinelerra tiene muchas características para contenido sin comprimir, procesado y producción de alta resolución, pero es poco amigable para los no profesionales. Los productores necesitan estas características debido a la necesidad que tienen de retocar muchos metrajes de películas con alteración del formato, lo que hace a Cinelerra muy complejo. 

## Trayectoria
En 1996, Heroine Virtual Ltd lanzó el primer editor: Broadcast 1.0. Consistía en una ventana en la cual aparecía sólo una forma de onda. Se podían copiar y pegar ondas de audio estéreo en una consola de GNU/Linux, con el valor añadido que podía manejar archivos de hasta 2 gigabytes con sólo 64 MB de RAM.  Esta posibilidad sólo se daba con anterioridad en los potentes softwares de empresas de  audio profesional.
En 1997, Broadcast 1.0 fue sustituido por Broadcast 2.0. Ahora la ventana contaba además con una barra de menús, consola y control de transporte. Broadcast 2.0 todavía manejaba sólo audio pero ahora podía hacerlo con múltiples pistas, además incluía efectos y podía guardar la onda resultante en disco. Esos efectos también se podían aplicar a tiempo real. Un usuario podía mezclar infinitas pistas, ajustar la sensibilidad, hacer panoramizaciones y ecualizar y escuchar el resultado al instante. Sorprendentemente esta capacidad de ajuste no está disponible en la mayoría de programas de audio de la actualidad.
Pero Broadcast 2.0 todavía no manejaba vídeo y tampoco era extraordinario para el audio. En 1999 el vídeo llegó con Broadcast 2000. Esta versión de la Serie Broadcast podía hacer maravillas con el audio y ofrecía posibilidades bastante buenas para el vídeo. Podía editar ficheros de video de hasta 64 terabytes. Podía hacer todo lo que Broadcast 2.1 hacía con audio, pero ahora con el añadido que todos los efectos de audio y vídeo se podían encadenar y hacer al momento, con realimentación instantánea mientras un usuario ajustaba los parámetros durante la reproducción. Broadcast 2000 facilitaba en gran medida tanto el procesado como la edición de vídeo y audio, que sino, implicaba muchas horas de puesta en marcha de secuencias de líneas de comando y escritura a disco. Por un tiempo pareció que el sueño de hacer películas independientemente de las posibilidades económicas había llegado.
Más tarde, sin embargo, Broadcast 2000 empezaría a quedarse corto. El audio y vídeo resultante eran correctos si se sabía cómo usarlos eficientemente, pero nuevos parámetros de calidad y de interfaz con el usuario se hacían necesarios. Broadcast 2000 mantuvo la interfaz de audio de sus predecesores, sin embargo, ésta no era adecuada para el vídeo. Los usuarios poco a poco iban madurando y no sólo requerían editar vídeo en una consola de UNIX, la mayoría de usuarios reclamaban el mismo potencial que ofrecía Windows o Macintosh. A mediados del 2000, el diseño para la sustitución de Broadcast 2000 se canceló. El nombre de Broadcast se retiró oficialmente de la serie y el software pasaría a llamarse CINELERRA.
Cinelerra permite a los usuarios configurar ciertos efectos en mucho menos tiempo que el requerido por Broadcast 2000. Emula algunas de las características de los softwares tanto de Windows como de Macintosh siempre sin llegar a convertirse en un clon. Ahora la interfaz está diseñada para video y está complementada con la interfaz de audio de Broadcast.

## Cinelerra Community Versión
Heroine Virtual lanza una nueva versión 2 o 3 veces al año, este release oficial consiste en un paquete RPM pre-compilado (para Fedora Core Linux), además del código fuente. Bugs y temas de usabilidad encontrados y resueltos por la Comunidad son reportados a Heroine Virtual, a menudo sin respuesta, pero las nuevas versiones (oficiales HV) incorporan los cambios. Por la latencia del desarrollo y los límites de la versión oficial (sólo rpm y fuentes), un grupo abierto de desarrolladores ha creado una versión de Cinelerra llamada Cinelerra-CV (CV viene de Versión de la Comunidad).
Esta versión permite a la comunidad contribuir a través de un repositorio accesible a todos. Mailing List e IRC se utilizan para dar soporte a usuarios menos expertos y discusiones técnicas. Cinelerra-CV tiene paquetes para casi todas las distribuciones GNU/Linux y tiene también un sistema distinto de compilación: las bibliotecas de sistema son utilizadas extensivamente y las herramientas autoconf/automake son utilizadas para configurar el sistema de compilación.
Aunque Cinelerra-CV puede ser llamada, técnicamente, una bifurcación (o derivación o fork), la relación entre ésta y Heroine Warrior es amistosa y HV da su contribución en las discusiones de la lista, así como asume muchas de las mejoras del repositorio svn. Lo que opina Heroine Virtual de la comunidad se puede leer en unos párrafos de su web:   
Las versiones de Cinelerra de la comunidad corresponden a las de Heroine Virtual. Una vez que una nueva release ha salido, Cinelerra-CV examina los cambios y une éstos a su versión, que lleva añadido CV al número: por ejemplo la versión 2.1, será etiquetada como 2.1CV.

## Características
- Creación más edición.
- Panorámica de imágenes fijas.
- Medición de Media: Ejemplo.ogg UV.
- Pistas ilimitadas.
- Edición YUV a 16 bits.
- Edición con coma flotante.
- Edición de forma libre.
- Firewire, MJPEG, bttv video I/O.
- Firewire, OSS, Alsa audio I/O.
- Utilización de SMP.
- Efectos a tiempo real.
- Quicktime, AVI, MPEG, y secuencia de imagen I/O.
- Imágenes OpenEXR.
- Audio Ogg Vorbis.
- Video Ogg Theora.
- Representación interna del audio con 64 bits.
- Monitorización del headroom.
- Plugins LADSPA.
- Máscaras de Bezier.
- Seguimiento de pistas como una consola real.
- Diferentes modos de overlay.
- Inversión de video y audio a tiempo real.